# Rieter von Kornburg
La famiglia Rieter von Kornburg fu una famiglia nobile del patriziato di Norimberga, nel cui consiglio sedette dal 1437 al 1753.

## Storia
L'origine della famiglia Rieter (detta anche Rietter o Ritter) non è chiara. È probabile che essi fossero originari della Bassa Franconia, di Ebern, e non dall'Oriente o addirittura da Cipro come citava la cronaca familiare che legava la loro origine alle crociate. La famiglia, esistente con prove documentali nel XIV secolo, ottenne l'assegnazione di uno stemma da re Giacomo I di Cipro nel 1384; presso questa corte era infatti Hans Rieter che venne nominato a suo tempo cavaliere dell'ordine del Santo Sepolcro. I Rieter si arricchirono col commercio su lunghe distanze e si distinsero anche come collezionisti d'arte. Dopo essere entrati in possesso del villaggio di Kalbensteinberg nel 1437, i Rieter acquistarono il castello di Kornburg nel 1447, ottenendo il permesso di aggiungere il predicato nobiliare al cognome. Nel 1502, dopo la morte di Peter Rieter, la linea di Kornburg si estinse e l'eredità passò alle altre linee di Kalbensteinberg o di Bocksberg. Dopo l'estinzione della casata principale nel 1753.

## Membri notabili

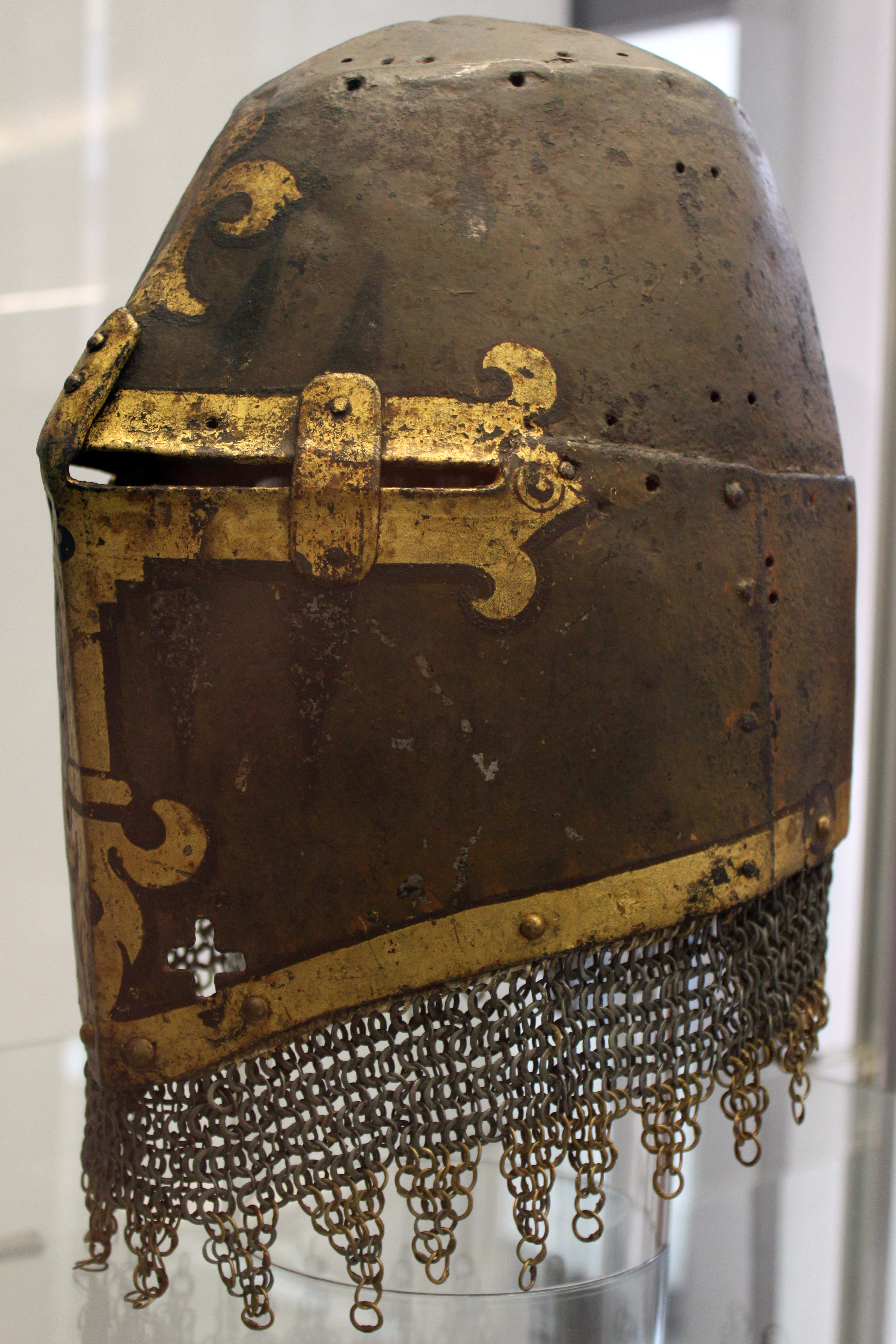
Elmo crociato di Hans Rieter von Kornburg

- Friedrich Heinrich Rieter (1263–3 gennaio 1336), priore nel monastero benedettino di Reichenbach, primo abate del monastero di Ettal
- Nikolaus Rieter (circa 1315-1404), cavaliere del Santo Sepolcro.
- Hans Rieter (1339-14 aprile 1414), cavaliere di Stettbach e Gleisenberg, in gioventù alla corte reale di Cipro, dal 1384 cavaliere del Santo Sepolcro, nel 1408 era considerato uno degli uomini più ricchi di Norimberga.
- Peter Rieter von Kornburg (1395-1452), sindaco nel 1437/38, primo membro ammesso nel consiglio di Norimberga.
- Andreas Rieter von Kornburg, fondatore della linea dei Rieter von Bocksberger (1462).
- Sebald Rieter von Kornburg (1426-1488), consigliere di Norimberga, nel 1479 compì un pellegrinaggio in Terrasanta passando per Roma, Candia, Cipro ed infine giungendo a Gerusalemme.
- Peter Rieter di Kornburg (? -1502), consigliere.
- Hans Rieter von Kornburg il Vecchio (1522-1584), consigliere a Norimberga, capitano e diplomatico.
- Hans Rieter the Elder J. von Kornburg (1564-1626), consigliere, membro del Cavaliere Imperiale della Franconia.
- Joachim Rieter von Kornburg zu Ottmaring (1568–1619), nel 1595 seguì il re Rodolfo nella guerra turca. Viaggiò quindi nei Paesi Bassi, in Francia, in Spagna ed in Italia. Combatté nell'Ordine di Malta nella guerra contro i Turchi. Nel 1608 raggiunse la Terra Santa e a Gerusalemme venne nominato cavaliere del Santo Sepolcro. Al suo ritorno, visse al Castello di Ottmaring, divenne membro della corte principesca di Eichstätt sotto i principi vescovi Johann Konrad von Gemmingen e Johann Christoph von Westerstetten
- Paul Albrecht Rieter von Kornburg (1634-1704), consigliere e sindaco di Norimberga. Cercò di riorganizzare le finanze della città per ridurre il debito cittadino, ma incontrò l'opposizione del consiglio. Si dimise per protesta e si ritirò a Kornburg.
- Johann Albrecht Andreas Adam Rieter von Kornburg (1677-13 febbraio 1753), consigliere a Norimberga.
- Katharina Rieter († 1410), badessa del monastero di Himmelkron nel 1410, morì poco dopo la sua nomina